# Hämerten
Hämerten este o comună din landul Saxonia-Anhalt, Germania.